# Françoise Delpeut
Françoise Delpeut foi uma aviadora portuguesa de origens francesas. Foi a primeira mulher em Portugal a obter o brevete de piloto de avião sem motor.
Natural de Setúbal, adquiriu a licença de piloto particular no dia 7 de setembro de 1948, e a de piloto de planadores no dia 12 de outubro de 1950, a primeira na Escola Civil de Pilotagem do Aero Club de Portugal e a segunda em Alverca, pela Direção-Geral da Aeronáutica Civil. Anos mais tarde, serviu na TAP durante cinco anos como assistente de bordo.